# Drottnar
Drottnar es una banda cristiana y nacionalista romántica noruega de black metal formada en 1996 como Vitality en Fredrikstad. Drottnar significa de una palabra islandesa ("Drottin") que significa amo, gobernante o rey, con influencia de la tradición vikinga.
El grupo es considerado junto con Antestor, los principales pilares y pioneros del white metal noruego, a pesar de su poca popularidad, Drottnar es considerado un grupo de culto en el metal, y por conservar un sonido único en su música. el vocalista Sven-Erik Lind, se caracteriza en los escenarios por usar un megáfono, para crear una atmósfera militante en su música.
Sobre su temática la banda dijo que: "La escena del black metal noruego no influye en nuestras letras, pero las letras siguen escrito en una forma de black metal, encajando así la música".
Las letras del grupo tratan temas que van desde escatología cristiana con influencia del libro del Apocalipsis hasta crítica políticaantisoviética, antiamericana y antinazi.
Desde inicios de la década los 2000's se caracterizan por llevar un vestuario inspirado en los trajes de combate de la Primera y Segunda Guerra Mundial.

## Integrantes

### Formación actual
- Sven-Erik Lind - vocal
- Karl Fredrik Lind - guitarra
- Bengt Olsson - guitarra
- Håvar Wormdahl - bajo
- Glenn-David Lind - batería

### Exintegrantes
- Bjarne Peder Lind - batería (1996 - 2000)

## Discografía

### Álbumes de estudio
- 2006: "Welterwerk"
- 2012: "Stratum"

### EP
- 1997: "Doom of Antichrist"
- 1998: "A White Realm"
- 2003: "Anamorphosis"
- 2006: "Ad Hoc Revolt"

### Compilaciones
- 2000: "Spiritual Battle"
- 2000: "In the Shadow of Death"